# 21125 Orff
21125 Orff este o planetă minoră (asteroid), cu un diametru de , din centura de asteroizi. A fost descoperită pe 30 decembrie 1992 la Thüringer Landessternwarte Tautenburg⁠(d) de Freimut Börngen și a fost numită după Carl Orff. 
Obiectul prezintă o orbită caracterizată de o semiaxă mare de 2,3450433 UAi, o excentricitate de 0,16, o înclinație de 7,12986 ° în raport cu ecliptica.